# Knema minima
Knema minima  (лат.) — вид цветковых растений из рода Knema семейства Мускатниковые (Myristicaceae). Knema minima является эндемиком Брунея.